# Daniel Dagan
Daniel Dagan (* 1. Januar 1944 in Kairo) ist ein  israelischer Journalist und Autor.

## Leben
Dagan wurde im Stadtteil Heliopolis in Kairo geboren und wuchs in Frankreich und einem Kibbuz in Israel auf.
Nach dem Studium der Politikwissenschaften und der Volkswirtschaft arbeitete er bei Printmedien sowie für Rundfunk und Fernsehen in Jerusalem, Paris, Brüssel, Madrid, Bonn, Washington und anderen Hauptstädten.
Dagan war lange Zeit für Raschut ha-schidur (IBA) in Berlin tätig. Er schrieb und sendete zudem regelmäßig für andere Medien mehrerer Länder. Von 2009 an führte er auf seiner bis 2016 geführten Webseite einen täglichen Blog.
Beiträge Dagans erschienen in der International Herald Tribune, dem Handelsblatt, dem Tagesspiegel, der Zeit, Le Monde, El Mundo u. a. Dem deutschen Publikum wurde er durch häufige Kommentare und Diskussionsbeiträge in Hörfunk und Fernsehen (u. a. im Internationalen Frühschoppen) bekannt.
Daniel Dagan ist Mitglied im Verein der Ausländischen Presse in Deutschland (VAP), der Association des Journalistes Europeéns (AJE) sowie ein Mitbegründer der Bonn International School (BIS).
Dagan spricht Hebräisch, Französisch, Deutsch, Englisch und Spanisch und hält Vorträge in diesen Sprachen.